# Ardahan
Pour la province, voir Ardahan (province).
Ardahan (géorgien : არტაანი ; arménien : Արդահան ; en Kurde : Erdexan) est une ville située au nord-est de la Turquie, près de la frontière avec la Géorgie.

## Histoire

### Histoire ancienne
La ville est incluse durant l'Antiquité au sein du royaume d'Arménie : elle est comprise dans le canton d'Ardahan de la province de Gougark. Au XIe siècle, elle est prise par les Bagratides d'Artanoudji ; du IXe au XIe siècle, elle sert de centre de transit important pour les marchandises en provenance du Califat abbasside qui sont transportées vers les régions de la mer Noire. Selon l'historien arabe Yahyā d'Antioche, les Byzantins l'incendient, et massacrent sa population en 1021. Les Mongols la prennent dans les années 1230, avant qu'elle ne revienne aux princes géorgiens du Samtskhe en 1266.
Cette même principauté est annexée par l'Empire ottoman en 1555 ; Ardahan est alors incluse dans le sandjak du même nom, dans l'eyalet de Tchildir (Akhaltsikhé). Les Ottomans y érigent une importante forteresse.

### Histoire moderne
À la veille de la guerre russo-turque de 1828-1829, Ardahan compte 400 familles, dont la grande majorité est arménienne. La ville a été prise d'assaut par l'armée russe le 5/17 mai 1877 lors de la guerre russo-turque de 1877-1878 et est intégrée à l'oblast de Kars. La majorité de sa population est à cette époque arménienne, mais elle compte également des Géorgiens, des Grecs, des Juifs, des Russes, des Turcs et des Yazidis,. Ardahan est alors prospère et exporte des fruits, de la viande séchée, des céréales et du bois. De nouvelles routes sont construites et la relient à Akhalkalaki, Kars et Oltu.
Le 25 décembre 1914, au début de la Première Guerre mondiale, les Ottomans l'occupent et massacrent nombre de ses habitants arméniens et géorgiens. Les Russes la reprennent le 3 juin 1915. Lors de leur retrait à la suite de la révolution d'Octobre, la ville est défendue par une petite force de volontaires arméniens, mais le 6 mars 1918, les Ottomans, aidés des habitants musulmans, la reprennent. Ils sont suivis des Britanniques à la fin de la guerre, qui en remettent le contrôle à la Première République d'Arménie. Ardahan est enfin reprise par les Turcs en novembre 1920, ce qui entraîne la fuite de sa population arménienne et géorgienne. Le traité de Moscou, signé en 1921 entre Soviétiques et Kémalistes, confirme l'annexion turque.
Jusqu'en 1993, Ardahan était une ville faisant partie de la province de Kars ; après cette date la ville d'Ardahan est devenue la préfecture de la province du même nom.

## Économie
Depuis que la ville est une préfecture, l'État a investi pour son développement, notamment dans les édifices publics, les services et les infrastructures. Elle est également un lieu de passage incontournable entre la Géorgie et la Turquie notamment pour les transporteurs routiers et voyageurs ; la ville profite de cette situation pour développer des activités liées à l'hôtellerie et la restauration.